# Tulfes
Tulfes är en ort och kommun i distriktet Innsbruck-Land i förbundslandet Tyrolen i Österrike. Kommunen har 1 732 invånare (2024). Den ligger 12 km öster om Tyrolens huvudstad Innsbruck.
Kommunen består av två orter (Ortschaften) (inom parentes invånarantal 1 januari 2024):
- Tulfes (1 222)
- Volderwald (510)